# Bataille de Werbach
Guerre austro-prussienne
Batailles
- front austro-prussien

- Hühnerwasser
- Podol
- Trautenau
- Nachod
- Langensalza
- Oswiecim
- Münchengrätz
- Soor
- Skalitz
- Gitschin
- Königinhof
- Schweinschædel
- Sadowa (Königgrätz)
- Dermbach
- Kissingen
- Frohnhofen
- Aschaffenbourg
- Hundheim
- Blumenau
- Tauberbischofsheim
- Werbach
- Helmstadt/Uettingen
- Gerchsheim
- Uettingen/Roßbrunn/Hettstadt

- front austro-italien

- Custoza
- Val Vestino
- Cimego
- Pieve di Ledro
- Monte Nota
- Monte Suello
- Lissa
- Bezzecca
- Primolano
- Borgo
- Cimego
- Levico
- Versa

La bataille de Werbach a lieu pendant la campagne du Main de la guerre austro-prussienne le 24 juillet 1866 entre l'Alliance prussienne et l'armée fédérale allemande.

## Situation initiale
Après son invasion de Francfort, le commandant de l'armée principale prussienne, Vogel von Falckenstein, est rappelé et remplacé par Edwin von Manteuffel. De plus, l'armée est portée à 60 000 hommes. Après avoir traversé l'Odenwald, des batailles ont lieu jusqu'au 25 juillet avec des unités badoises, hessoises et wurtembergeoises du 8e corps d'armée de l'armée fédérale dans la région de la Tauber.
Le 7e corps d'armée de l'armée fédérale est formé par l'armée bavaroise. Ce corps, dirigé par le prince Charles de Bavière, est basé dans la région de Wurtzbourg. Charles de Bavière est également le commandant suprême des troupes fédérales dans les États allemands du Sud (= armée ouest-allemande) et l'objectif est de mener les deux corps fédéraux ensemble contre l'armée principale prussienne au combat.

## Unités impliquées
Dans la région de Werbach, le 24 juillet 1866 (trois semaines après la bataille décisive de Sadowa) la 13e division prussienne avec la brigade oldenbourgeoise-hanséatique sous le commandement du général de division Ludwig von Weltzien et la division badoise sous le commandement du prince Guillaume de Bade, se rencontrent.
- Composé de quatre divisions, le 8e corps fédéral sous le commandement d'Alexandre de Hesse-Darmstadt se déploie aux endroits suivants le jour de la bataille du matin:

1re division (wurtembergeoise) près de Tauberbischofsheim sous le commandement du lieutenant-général Oskar von Hardegg
2e division (badoise) près de Werbach sous le commandement du lieutenant-général prince Guillaume de Bade
3e division (grand-ducale de Hesse) près de Großrinderfeld sous le commandement du lieutenant-général von Perglas
4e division (austro-nassauvienne (de)) à Grünsfeld-Paimar sous le commandement du lieutenant-maréchal Erwin von Neipperg
- L'armée du Main prussienne se compose de trois divisions dirigées par Edwin von Manteuffel

13e division d'infanterie sous le lieutenant-général August Karl von Goeben - avance sur Tauberbischofsheim et Werbach
division combinée sous le commandement du général de division Gustav Friedrich von Beyer - avance sur Werbach
division combinée sous le commandement du général de division Eduard Moritz von Flies - avance sur Wertheim

Ordre de bataille des unités participantes à une représentation contemporaine :

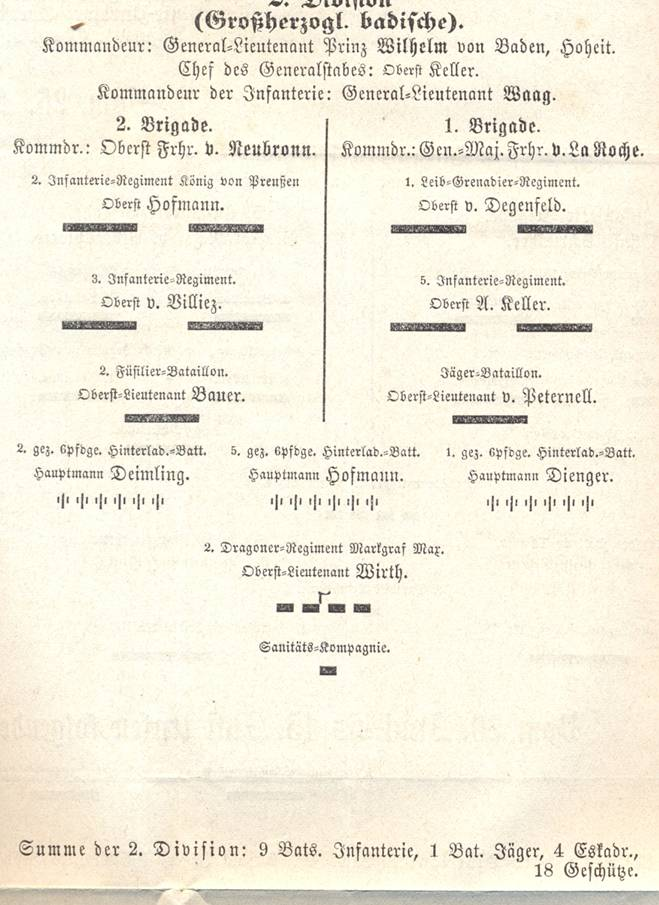
2e division (badoise) du 8e corps d'armée fédéral 1866
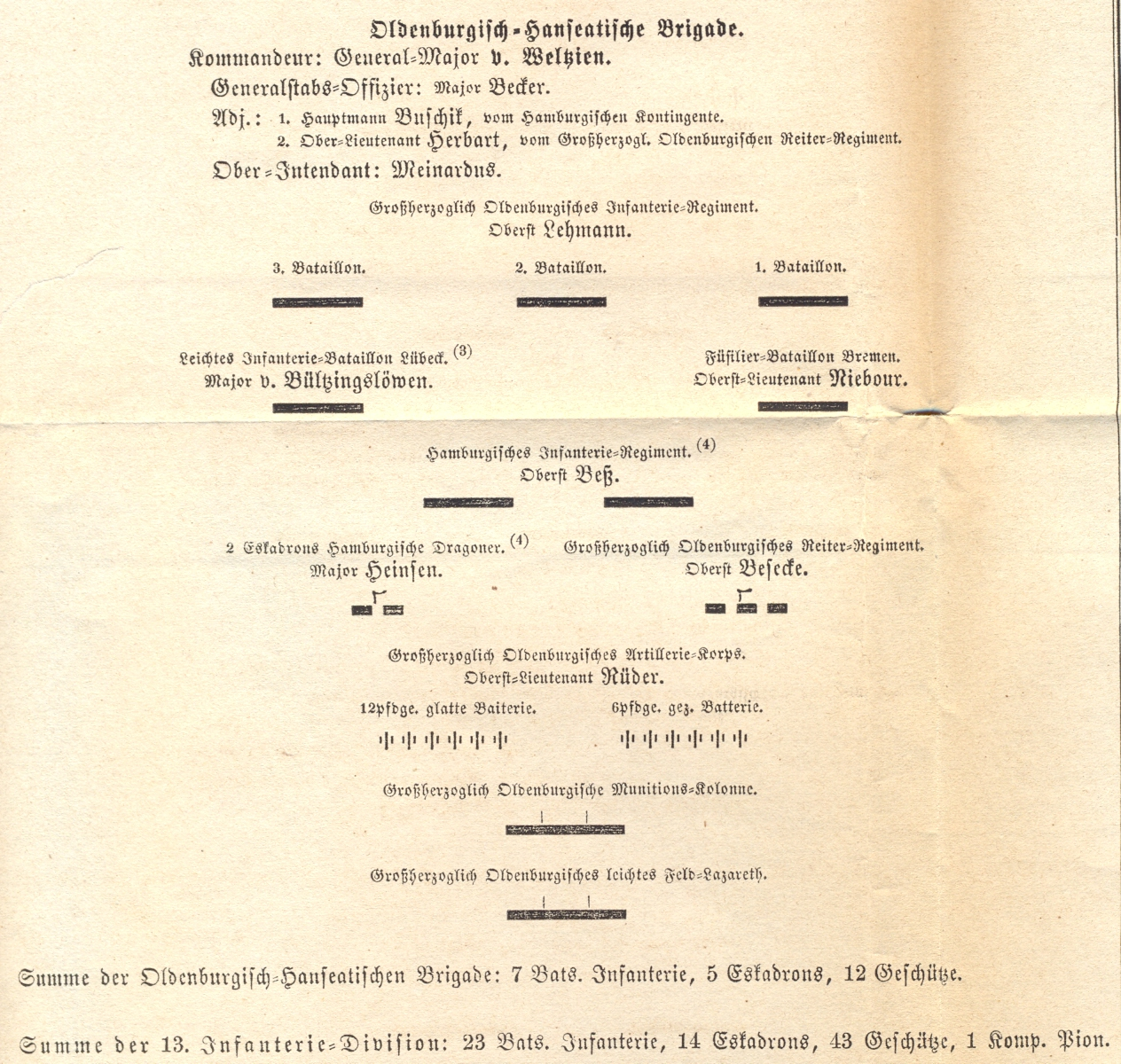
Brigade oldenbourgeoise-hanséatique Weltzien dans le 13e division d'infanterie de l'armée du Main prussienne en 1866
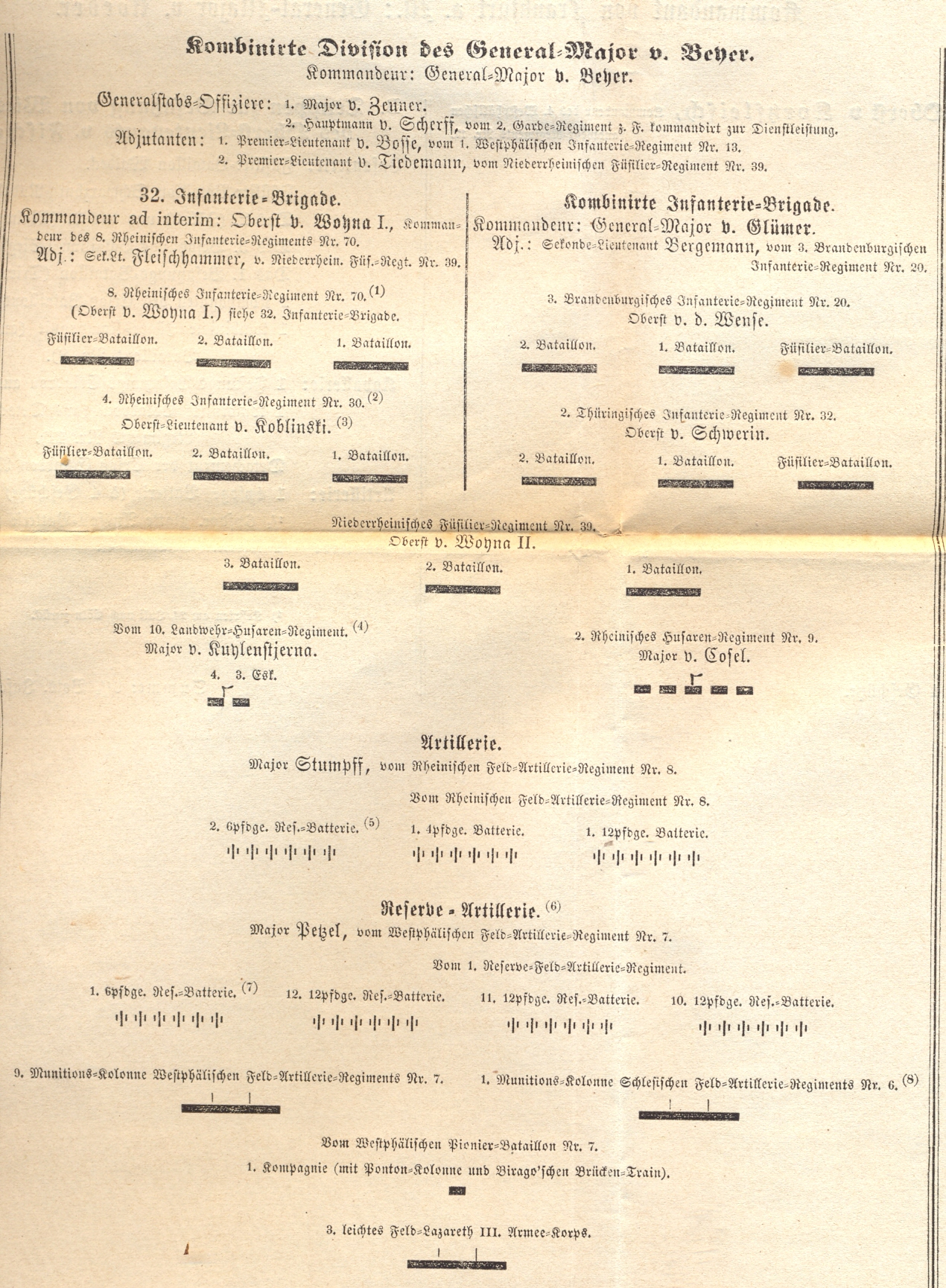
Division combinée Beyer dans l'armée du Main prussienne en 1866

## Événements sur la Tauber

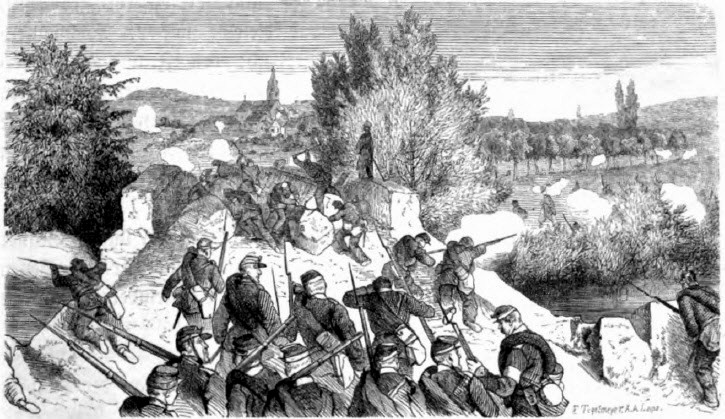
Combat au pont sur la Tauber. Gravure sur bois de Ludwig Burger, 1871.
Le pont historique sur la Tauber en 2016
Panneau indicateur du combat près de Werbach, au pont de la Tauber

Au cours de leur avancée, les Prussiens se sont heurtés à trois endroits sur la Tauber : la division Goeben à l'aile droite vers Tauberbischofsheim, la division Beyer au centre vers Werbach et la division Flies à l'aile gauche vers Wertheim. Sur la Tauber, les Prussiens rencontrèrent d'abord le VIIIe corps, qui planifiait déjà son départ en direction d'Aschaffenbourg. Le 23 juillet, il y a une première bataille à Hundheim, mais le commandant du VIIIe corps, le prince Alexandre de Hesse, réalise trop tard qu'il se trouve face à l'ensemble de l'armée du Main. Peu après l'arrivée de la brigade oldenbourgeoise devant Hochhausen, la brigade Wrangel, avant-garde de la 13e division d'infanterie prussienne sous les ordres d'August Karl von Goeben, atteint le Tauber près de Bischofsheim et commence le 24 juillet la bataille de Tauberbischofsheim avec la division wurtembergeoise du 8e corps d'armée sous les ordres du lieutenant-général Oskar von Hardegg.
La division prussienne combinée de Flies traverse la rivière Tauber à Wertheim sans rencontrer aucune résistance. Le prince Alexandre suppose que ce passage sera couverte par le corps d'armée bavarois.

## Déroulement de la bataille de Werbach
La division badoise se trouve le 24 juillet à 12 heures entre Werbach et Werbachhausen sur la rive droite de la Tauber et contrôle également le franchissement de la Tauber à Hochhausen, où se trouvent 2 compagnies du 2e régiment d'infanterie (de). À Werbach même se trouve le 3e régiment d'infanterie. De la division badoise, la 2e brigade d'infanterie intervient avec cinq bataillons, ainsi que deux groupes d'artillerie - au total environ 5 000 hommes.
À 12 h 30, la brigade oldenbourgeoise-hanséatique du général de division Ludwig von Weltzien atteint les hauteurs au sud-ouest de Hochhausen. Après des combats d'artillerie à Hochhausen et Werbach, l'attaque d'infanterie de 3 bataillons de la brigade oldenburgeoise sur Hochhausen commence à 15 heures. La brigade oldenbourgeoise dispose de trois bataillons d'infanterie oldenbourgeois et d'un bataillon d'infanterie brêmois, ainsi que de deux détachements d'artillerie. La brigade reçoit le soutien du bataillon de fusiliers du 70e régiment d'infanterie et de deux autres détachements d'artillerie de la division combinée Beyer, de sorte qu'environ 5 000 hommes sont engagés.
L'avant-garde de la division Beyer intervient également encore dans le combat avec le bataillon de fusiliers du 70e régiment d'infanterie et un détachement d'artillerie. Les troupes badoises évacuent Hochhausen sans rencontrer de résistance notable. À 16 heures, l'attaque d'infanterie commence sur Werbach, où les troupes badoises opposent une forte résistance, mais doivent finalement battre en retraite dans la vallée de Welzbach. Une batterie wurtembergeoise près d'Impfingen met alors encore le feu à Hochhausen, mais est rapidement chassée de sa position. La division badoise se replie sur Unteraltertheim en Bavière, l'arrière-garde restant à Steinbach - l'armée badoise est ainsi repoussée hors du grand-duché de Bade.

## Conséquences
Le prince Alexandre, commandant en chef du 8e corps d'armée, est contraint de se replier sur sa droite. Le 24 juillet, il envoie la division hessoise de Großrinderfeld à Wenkheim.
Le 8e corps fédéral fait sa jonction avec le 7e Corps d'armée, qui s'approche de Wurtzbourg, avec les troupes bavaroises. Le 3 août 1866, un armistice est conclu à Wurtzbourg entre le Bade et la Prusse. La Bavière a déjà conclu l'armistice le 28 juillet, le Wurtemberg et la Hesse le 1er août.

## Monuments

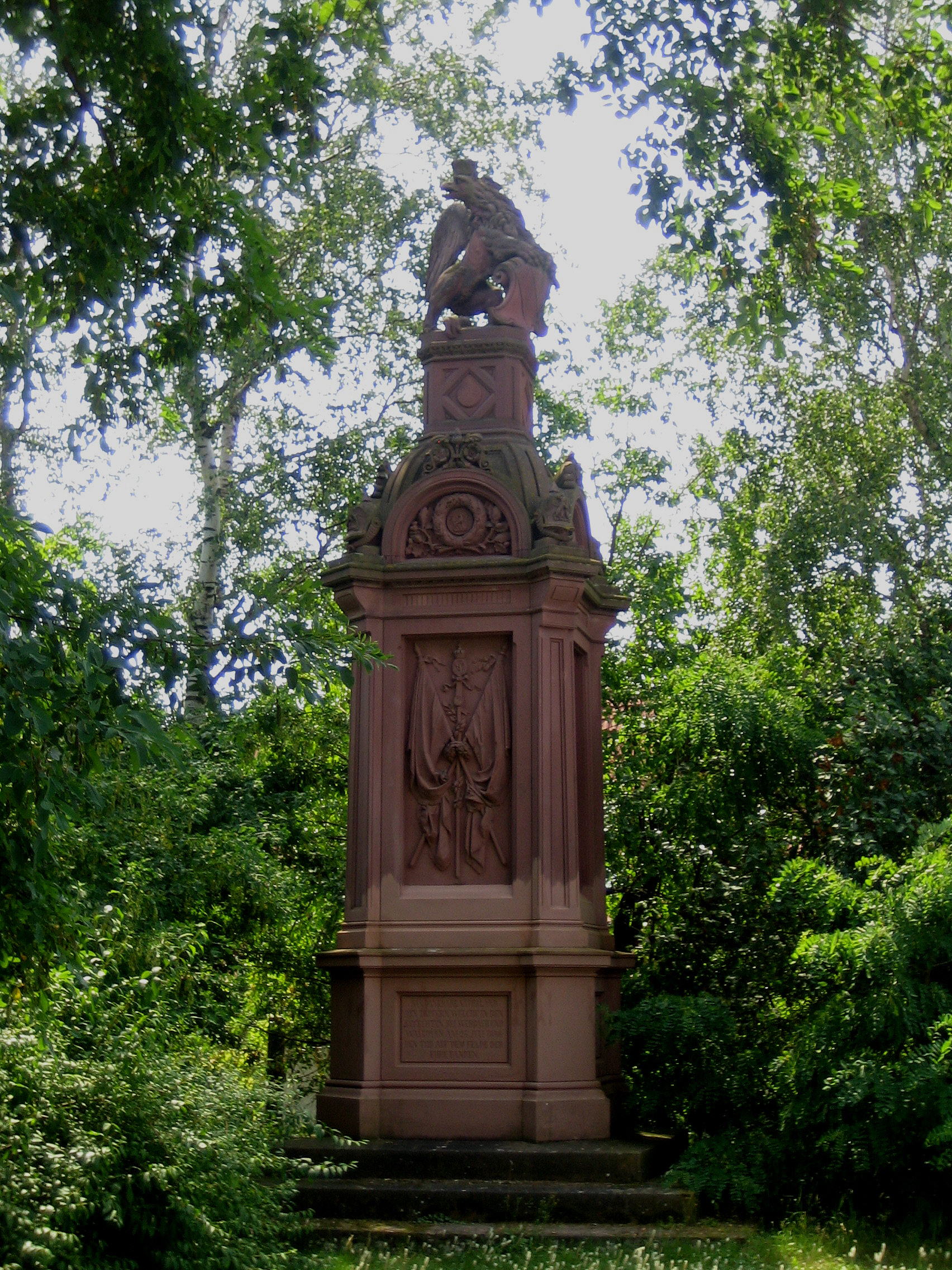
Mémorial aux soldats badois morts à Werbach en 1866
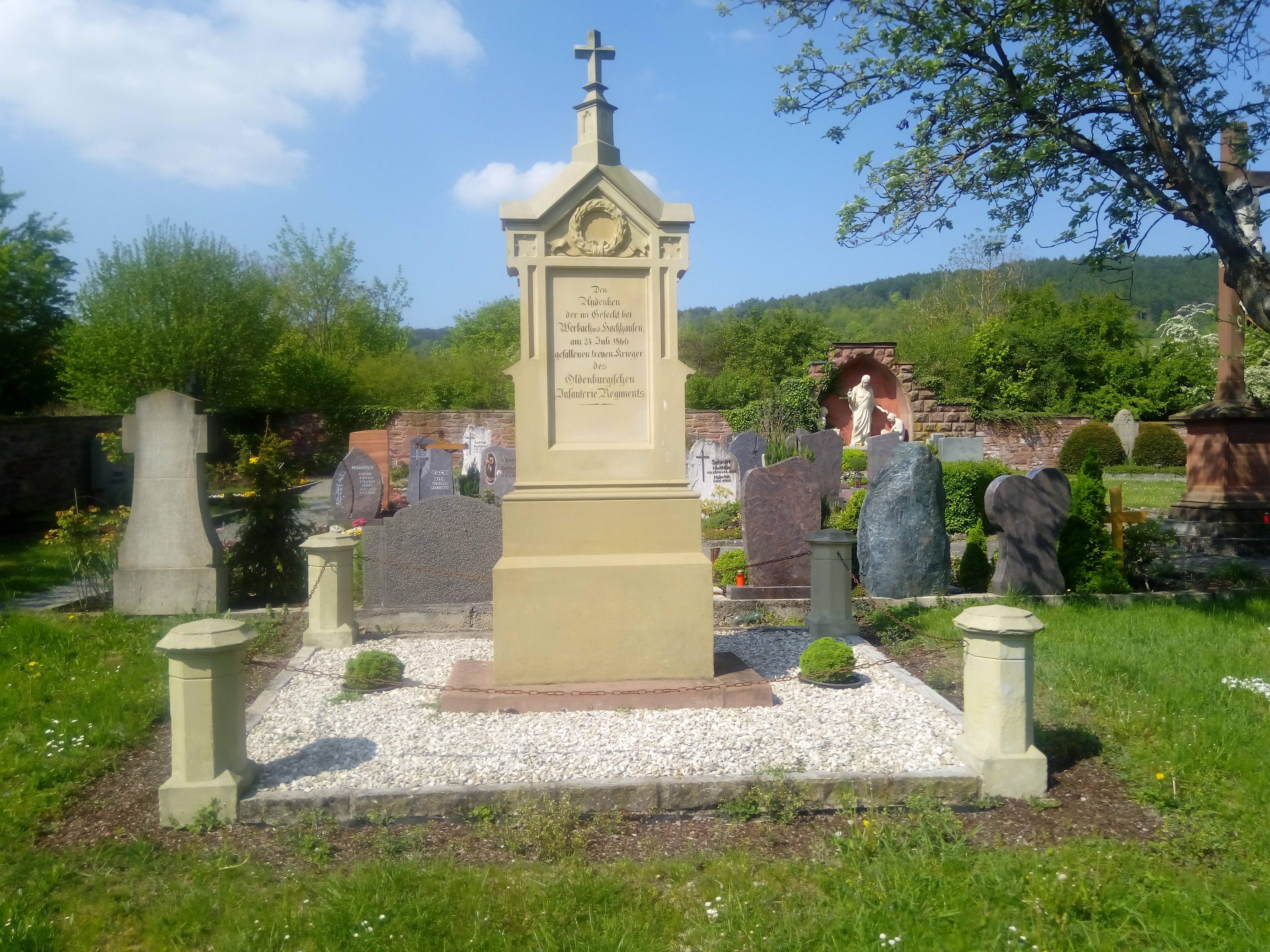
Mémorial aux morts du régiment d'Oldenbourg au cimetière de Hochhausen
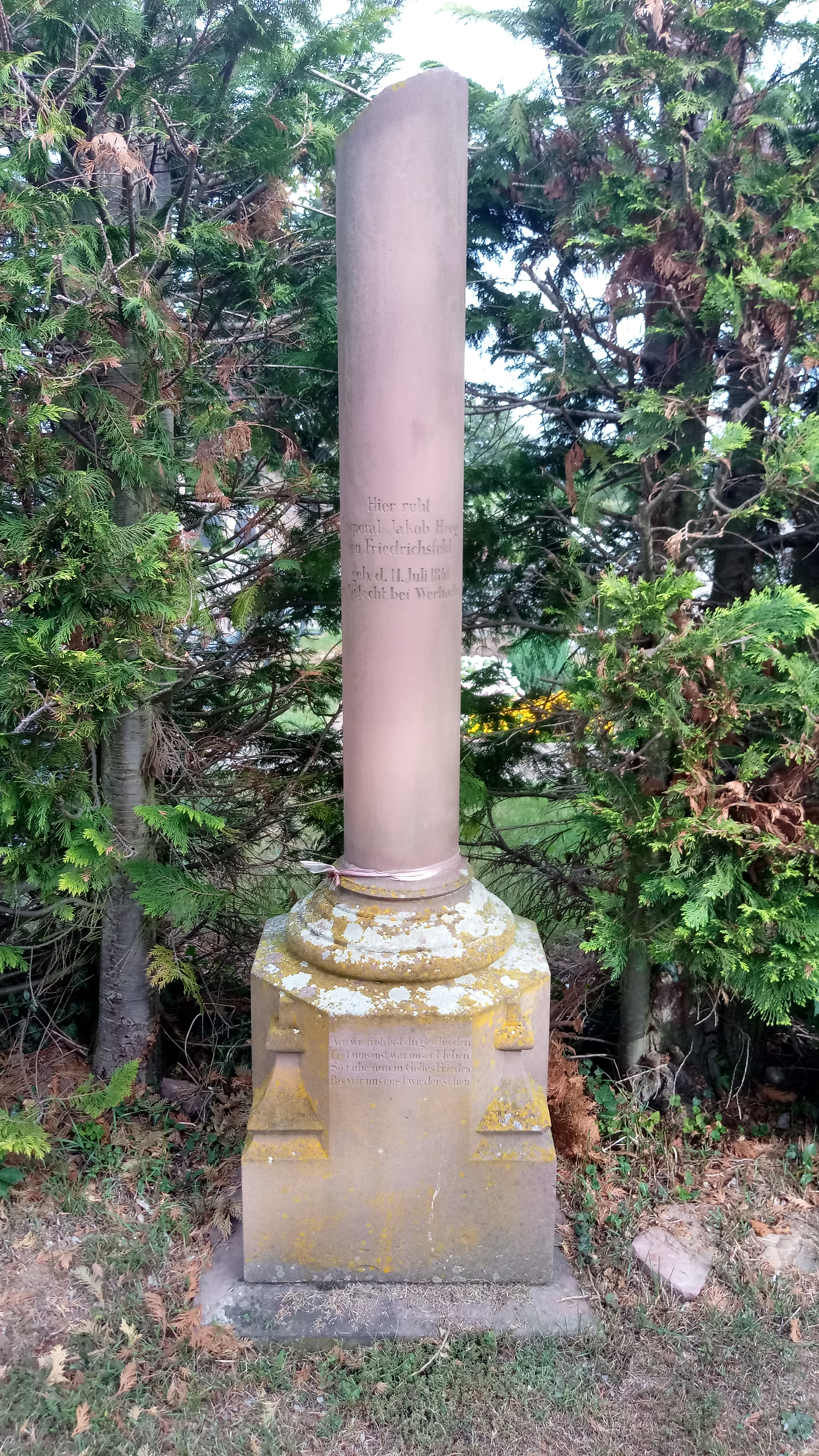
Tombe du caporal Jakob Heeg de Baden au cimetière de Werbach